# Josef Koždoň

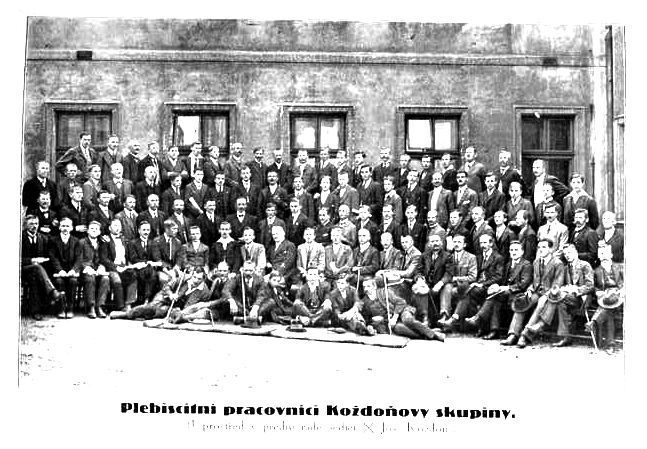
Skupinové foto plebiscitních pracovníků Koždoňovy skupiny, agitující pro Československo v době první fáze Československo-polského sporu o Těšínsko (Josef Koždoň sedí v přední dolní řadě, označen bílým křížkem)

Josef Koždoň (polsky Józef Kożdoń, německy Josef Koždon) (8. září 1873 Horní Líštná – 7. prosince 1949 Opava) byl slezský politik, předseda Slezské lidové strany (Śląska Partia Ludowa), propagátor slezské autonomie a nezávislosti, slezský národní buditel a v letech 1923 až 1938 starosta Českého Těšína.

## Život
Vystudoval lidovou školu v Horní Lištné (Leszna Górna) a německý Učitelský ústav v Těšíně. V letech 1893–1898 pracoval jako učitel ve Strumeni (Strumień) a od roku 1898 ve Skočově (Skoczów), v roce 1902 se stal ředitelem skočovské školy.
V roce 1907 byl zvolen poslancem Slezského zemského sněmu v Opavě. V roce 1907 založil Slezskou lidovou stranu spolu s apolitickým Svazem Slezanů (Bund der Schlesier). Tiskovým orgánem strany byl časopis Ślązak, v jehož čele stál v letech 1909–1919.
Koždoň vedl boj s představiteli polských uskupení vedených Franciszkem Michejdou a Józefem Londzinem, protestoval proti působení polských učitelů z Haliče na Těšínsku a propagoval heslo „Slezsko Slezanům“.

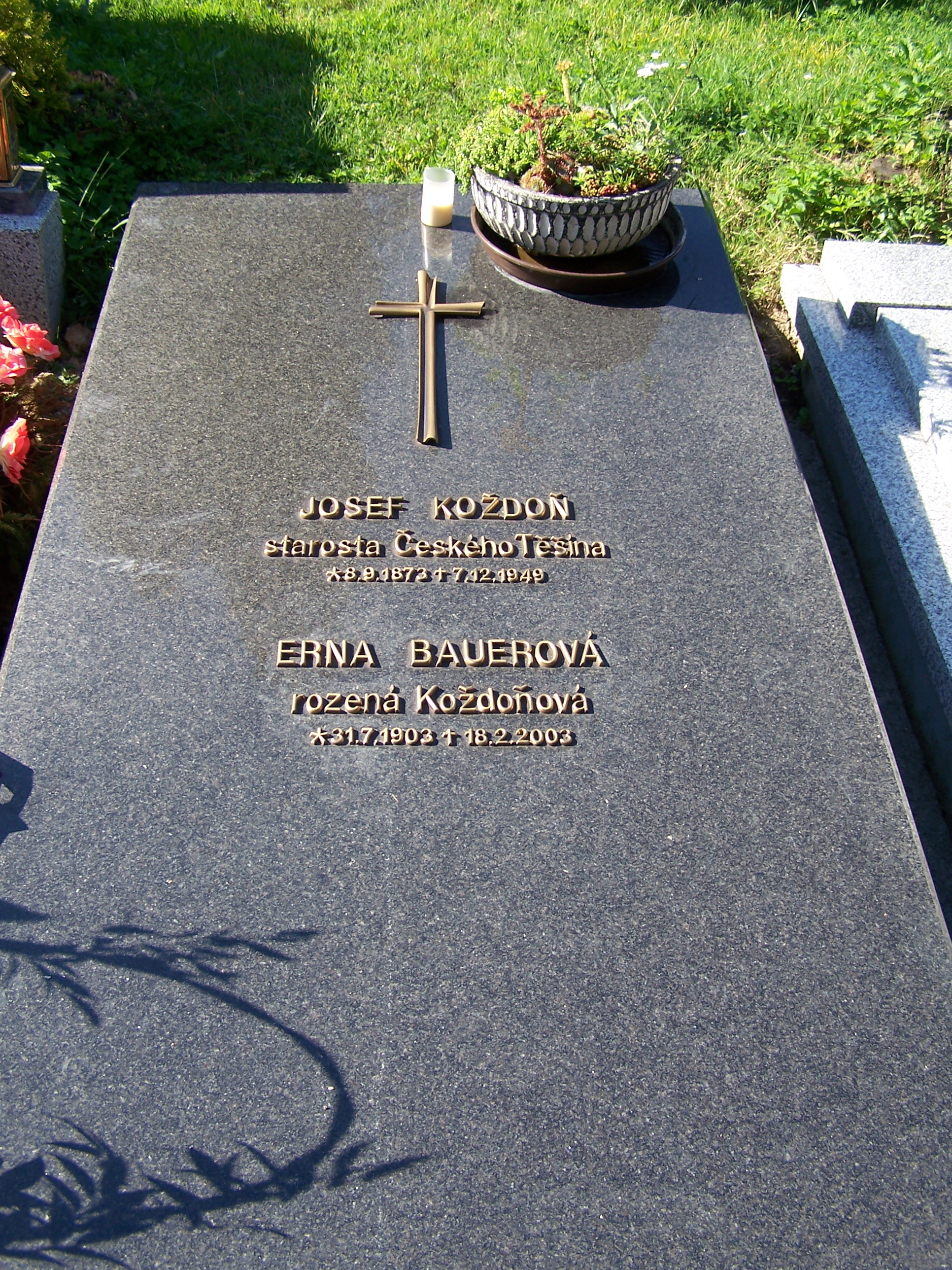
Kenotaf Josefa Koždoně na hřbitově v Českém Těšíně

V období Rakouska-Uherska usiloval o uznání slezské národnosti rakouskými orgány, k čemuž nedošlo kvůli činnosti polských nacionalistů. Po první světové válce byl zastáncem vzniku autonomního Rakouského Slezska, které mělo být následně připojeno k deklarovanému samostatnému Hornímu Slezsku. V období česko-polského sporu o Těšínsko se přikláněl k Čechům a očekával jejich podporu v otázkách autonomie. V roce 1918 byl unesen Poláky a uvězněn v Krakově, odkud byl po měsíci propuštěn na základě českých a německých intervencí. Poté se přechodně usadil v Moravské Ostravě.
V roce 1921 se snažil přesvědčit T. G. Masaryka k udělení autonomie pro tu část Těšínska, která zůstala Československu. To bylo přislíbeno, leč nezrealizováno. V roce 1923 se stal starostou Českého Těšína, jímž byl až do podzimu 1938. Ve druhé půli 20. let požadoval zmezinárodnění těšínského koridoru po vzoru Gdaňsku. V parlamentních volbách roku 1935 doporučil volit Sudetoněmeckou stranu. Po okupaci československé části Těšínského Slezska Polskem, kdy musel opustit Český Těšín a do roku 1939 pobýval v Opavě, poslal se svými spolustraníky ze Slezské lidové strany do Berlína telegramy Hitlerovi, Göringovi a dalším německým představitelům, v nichž jménem "50 000 Němců a 100 000 Šlonzáků" požadovali připojení k Říši. V letech 1940–1944 působil v Těšíně jako ředitel Slezské lidové banky (tato banka byla vlastně hospodářskou základnou přívrženců slezské autonomie).
Koncem roku 1944 byl Koždoň evakuován před blížící se Rudou armádou do Německa. Cestou si uvědomil, že nechce opustit milované Slezsko; v Karlových Varech se rozloučil se svou ženou a vydal se zpět do Českého Těšína. Zde byl krátce internován a díky podpoře národních socialistů posléze zbaven obvinění z kolaborace. Československá vláda rovněž zamítla žádost o jeho vydání do Polska. Neúspěchem skončil i pokus o jeho únos, naplánovaný velitelstvím polských jednotek soustředěných za řekou Olší (krátce po konci války se znovu vyhrotil čs.-polský spor o Těšínsko). Po útoku tyčí a kameny, provedeném dvěma mladými Poláky, se Koždoň přestěhoval do Opavy, kde v roce 1949 zemřel na cukrovku v hospici Marianum. Pochován je v Opavě; jeho symbolický hrob (kenotaf) je také na českotěšínském hřbitově.